# Ярчук, Теодор
Теодор Ярчук (25 мая 1896 года, с. Иванков, Тернопольский округ[уточнить], Австро-Венгерская империя — 1941 год, Станиславов, УССР) — основатель Украинской лютеранской церкви, миссионер и отец реформатор Украинской Евангельской Церкви Аугсбургского Исповедания и лютеранский пастырь общины в Станиславове (ныне Ивано-Франковск).

## Биография
Теодор Ярчук родился 25 мая 1896 года, в селе Иванков Тернопольского округа Австро-Венгрии (сейчас Тернопольская область, Украина) и был младшим ребёнком в семье сельского войты.
Первое образование Теодор получил в гимназии Франца-Иосифа[уточнить] в Тернополе.
Теодор мечтал стать греко-католическим священником, поэтому поехал изучать богословние в Рим.
В 1926 году, приехав в отпуск к своей невесте — дочке дьякона немецкой лютеранской церкви Ольге Кисс, он, зайдя в церковь и пообщавшись с доктором Теодором Цеклером, решил не возвращаться в Рим и поехал изучать лютеранство в Германию. Он обучался в университетах Тюбингена и Эрлангена. Через некоторое время Теодор попросил отца благословить его на служение украинским лютеранским душепастырем. Его племянница — Мария Герасимов (укр. Марія Гарасимів) так вспоминает этот эпизод:
|       | Батько: А в кого ж ті лютерани вірять? Теодор: В Бога Отця, і Сина, і Святого Духа. Батько: А в кого ж вони тоді не вірять? Теодор: У владу Папи Римського. Батько: І правильно роблять. Папа — не Бог, а людина. Благословляю тебе, сину. (укр.) |  | Отец: А в кого же эти лютеране верят? Теодор: В Бога Отца, и Сына, и Святого Духа. Отец: А в кого же они тогда не верят? Теодор: Во власть Папы Римского. Отец: И правильно делают. Папа — не Бог, а человек. Благославляю тебя, сын. (рус.) |  |
| [ 1 ] | |  | |  |

Таким образом, Теодор Ярчук стал первым пастором украинской евангельской лютеранской общины Аугсбургского Исповедания в Станиславове.
До 1925 года отдельной украинской церкви аугсбургского исповедания не существовало. В 1925 году был создан Украинский Церковный Совет (укр. Українська церковна рада), а с приходом Теодора Ярчука она была переименована в Украинский Евангельско-Аугсбургский Миссионерский Совет (укр. Українська Євангельсько-Аугсбурзька Місійна Рада).
Теодор Ярчук всячески пропагандировал идею укранизации лютеранства, в частности он писал:
|       | Ми є українські євангеліки. Любимо наш нарід український і звичаї наших вітців. Мимо ріжних наклепів на нас... ми стремимо до духовної обнови українського народу на основі Правди Божественної Євангелії... Ми глядимо на геніїв українського народу Гр. Сковороду, П. Куліша, Т. Шевченка. (укр.) |  | Мы есть украинские евангелисты. Любим наш народ украинский и обычаи наших отцов. Мимо разных на нас наговоров... мы стремимся к духовному обновлению украинского народа на основе Правды Божественных Евангелий... Мы смотрим на гениев украинского народа Гр. Сковороду, П. Кулеша, Т. Шевченка. (рус.) |  |
| [ 5 ] | |  | |  |

3 апреля 1938 года, на восьмидесятом году умирает мать пастора — Анна.
Осенью 1939 года, после аннексии Галиции Красной Армией, Ярчука арестовали агенты НКВД.
Теодор Ярчук погиб в заключении в Станиславове в 1941 году.

## Творчество
Теодор Ярчук изучал труды Мартина Лютера и оказывал богословское влияние на других пастырей Церкви.
Был редактором трех церковных изданий (двухнедельника «Прозри» (укр. Прозри), газеты «Флаг» (укр. Стяг — основан в 1931 году) и журнал для молодёжи «Новый Свет» (укр. Новий Світ)).
Выпустил украинские переводы Малого Катехизиса и Аугсбургского Вероисповедания (1933), редактировал Украинский Евангельский Служебник (1933) и Украинский Евангельский Песенник (укр. Співаник), подготовил к печати Украинский Евангельский Требник (1939), а также был автором нескольких трактатов и брошюр.

## Интересные факты
- Украинские лютеране, наряду с другими праздниками, отмечают День Святого душпастыря Теодора Ярчука[2].

## Публикации
Неполный список:
- Украинский Евангельский Служебник (укр. «Український Євангельський Служебник» (упорядник Теодор Ярчук). Станиславів. Накладом Української Єванг.-Авгсбурзької Місійної Ради. 1933.[6]; укр. «Український Євангельський Служебник» (упорядник Теодор Ярчук). Перевидання сучасою літературною мовою. Тернопіль. Lutheran Heritage Foundation. ПМП "Фірма «Горлиця». 1998.)[1].
- Украинский Евангельский Песенник (укр. «Український Євангельський Співанник» (упорядник Теодор Ярчук)[7]).
- Евангельское познание веры (укр. «Євангелицьке визнання віри». (перекладач Теодор Ярчук). Станиславів. Накладом Української Євангелицько-Авгсбурзької Місійної Ради. 1933.)[1].
- Малый катахезис доктора Мартина Лютера (укр. «Малий катехізис доктора Мартіна Лютера»).
- Кто такой Мартин Лютер (укр. «Хто такий Мартін Лютер?»[8]) в соавторстве с Михаилом Гильтайчуком (укр. Михайло Гільтайчук)[1].